# Vitbrynad uggla
Vitbrynad uggla (Strix leptogrammica) är en syd- och sydostasiatisk fågel i familjen ugglor inom ordningen ugglefåglar.

## Utseende och läte
Vitbrynad uggla är en rätt stor (39–55 cm) och brun uggla med korpsvarta ögon. Fjäderdräkten varierar geografiskt, men den har alltid ett mörkkantat svart ansikte, sotfärgade områden runt ögonen och smal tvärbandning på vingar och undersida. Lätet beskrivs som ett kort utbrott av högljudda och ekande hoanden.

## Utbredning och systematik
Vitbrynad uggla delas in i 14 underarter med följande utbredning:
- indranee-gruppen
  - Strix leptogrammica indranee – förekommer på Indiska halvön
  - Strix leptogrammica ochrogenys – förekommer på Sri Lanka
  - Strix leptogrammica newarensis – förekommer i Himalaya, från Jammu och Kashmir till nordöstra Indien
  - Strix leptogrammica ticehursti – förekommer från Myanmar till sydöstra Kina, Thailand, norra Laos och Nordvietnam
  - Strix leptogrammica caligata – förekommer på Hainan och Taiwan
  - Strix leptogrammica laotiana – förekommer i södra Laos och centrala Vietnam
  - Strix leptogrammica maingayi – förekommer i södra Burma, södra Thailand och Malackahalvön
- Strix leptogrammica niasensis – förekommer på ön Nias utanför nordvästra Sumatra
- leptogrammica-gruppen
  - Strix leptogrammica nyctiphasma – förekommer på ön Pulau-pulau Banyak utanför nordvästra Sumatra
  - Strix leptogrammica myrtha – förekommer på Sumatra
  - Strix leptogrammica chaseni – förekommer på ön Belitung i Javasjön utanför sydöstra Sumatra
  - Strix leptogrammica vaga – förekommer på norra Borneo
  - Strix leptogrammica leptogrammica – förekommer på centrala och södra Borneo
  - Strix leptogrammica bartelsi – förekommer på Java

## Status och hot
Arten har ett stort utbredningsområde och en stor population, men tros minska i antal, dock inte tillräckligt kraftigt för att den ska betraktas som hotad. Internationella naturvårdsunionen IUCN kategoriserar därför arten som livskraftig (LC). Världspopulationen har inte uppskattats men den beskrivs som fåtalig i större delen av utbredningsområdet.

## Bilder

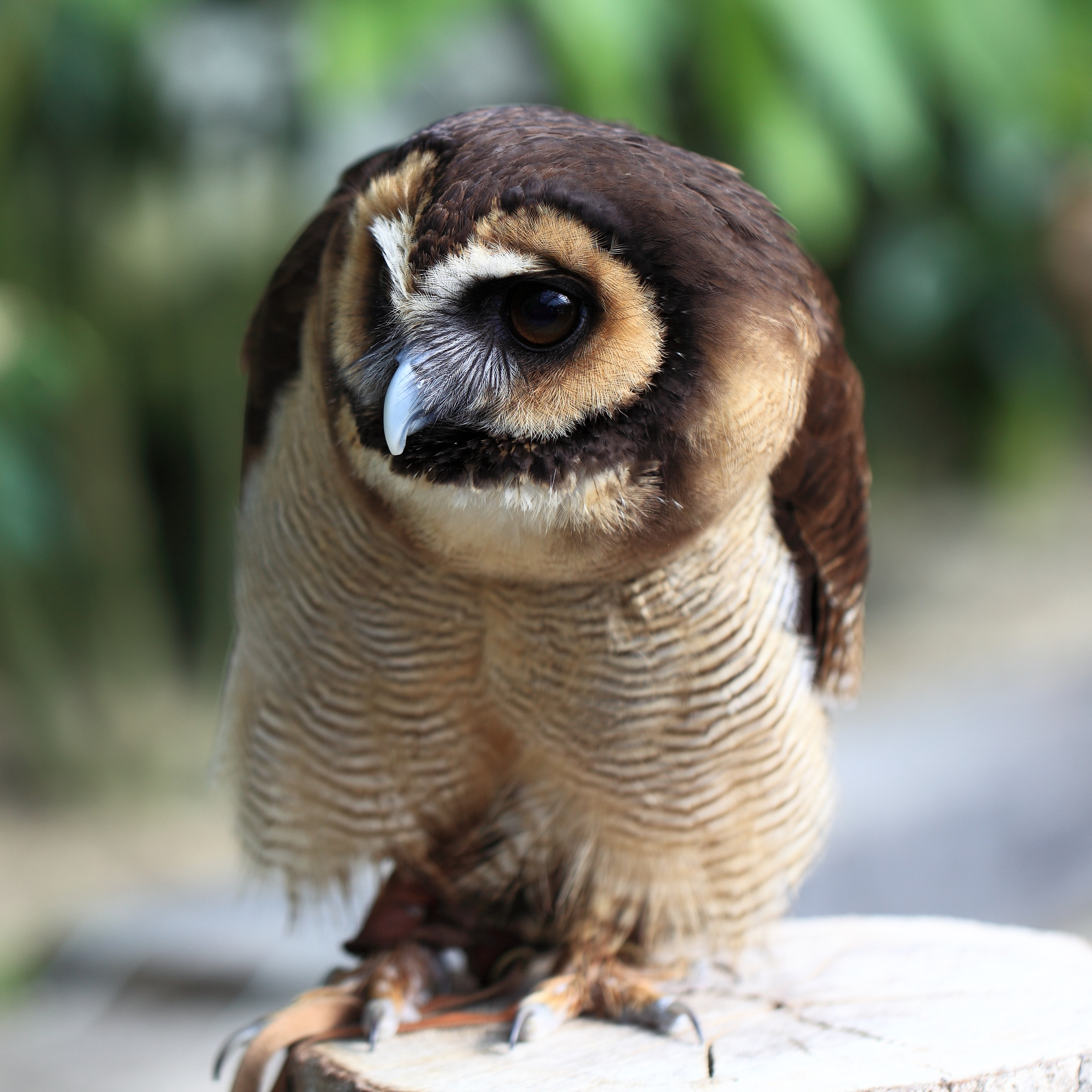
På zoo i Kakegawa, Japan.
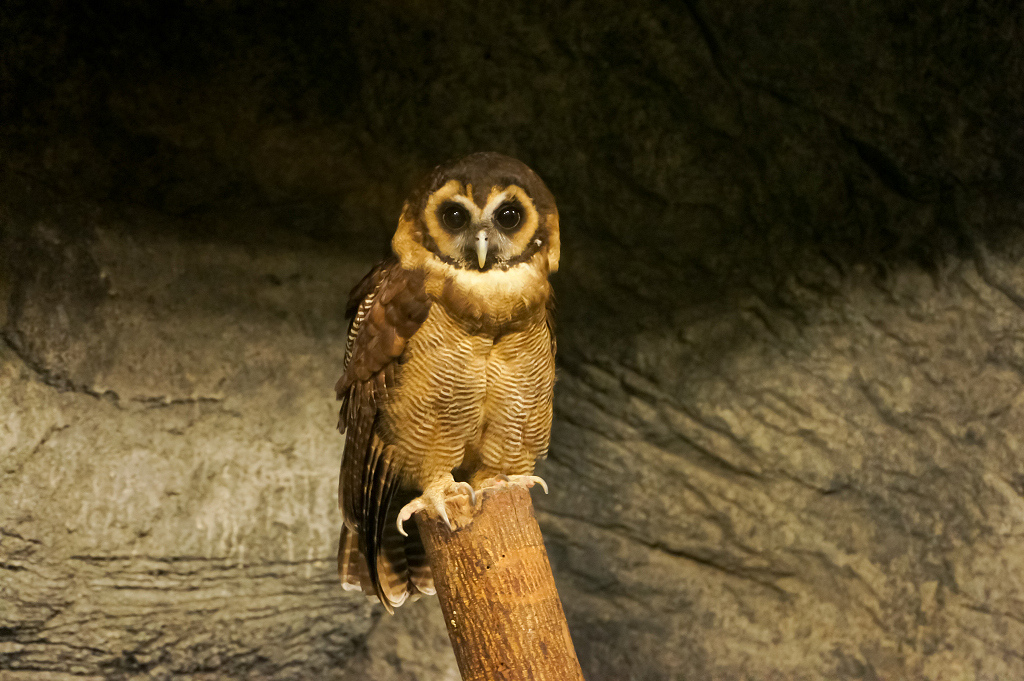
På Taipei Zoo i Taiwan.
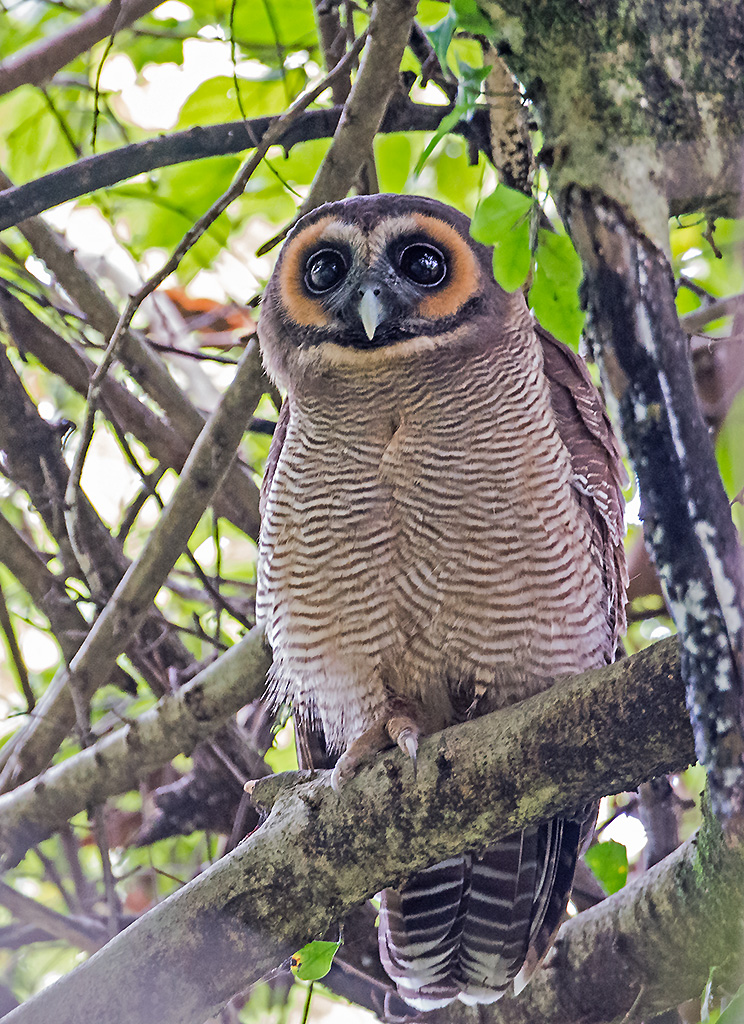
I Sri Lanka.
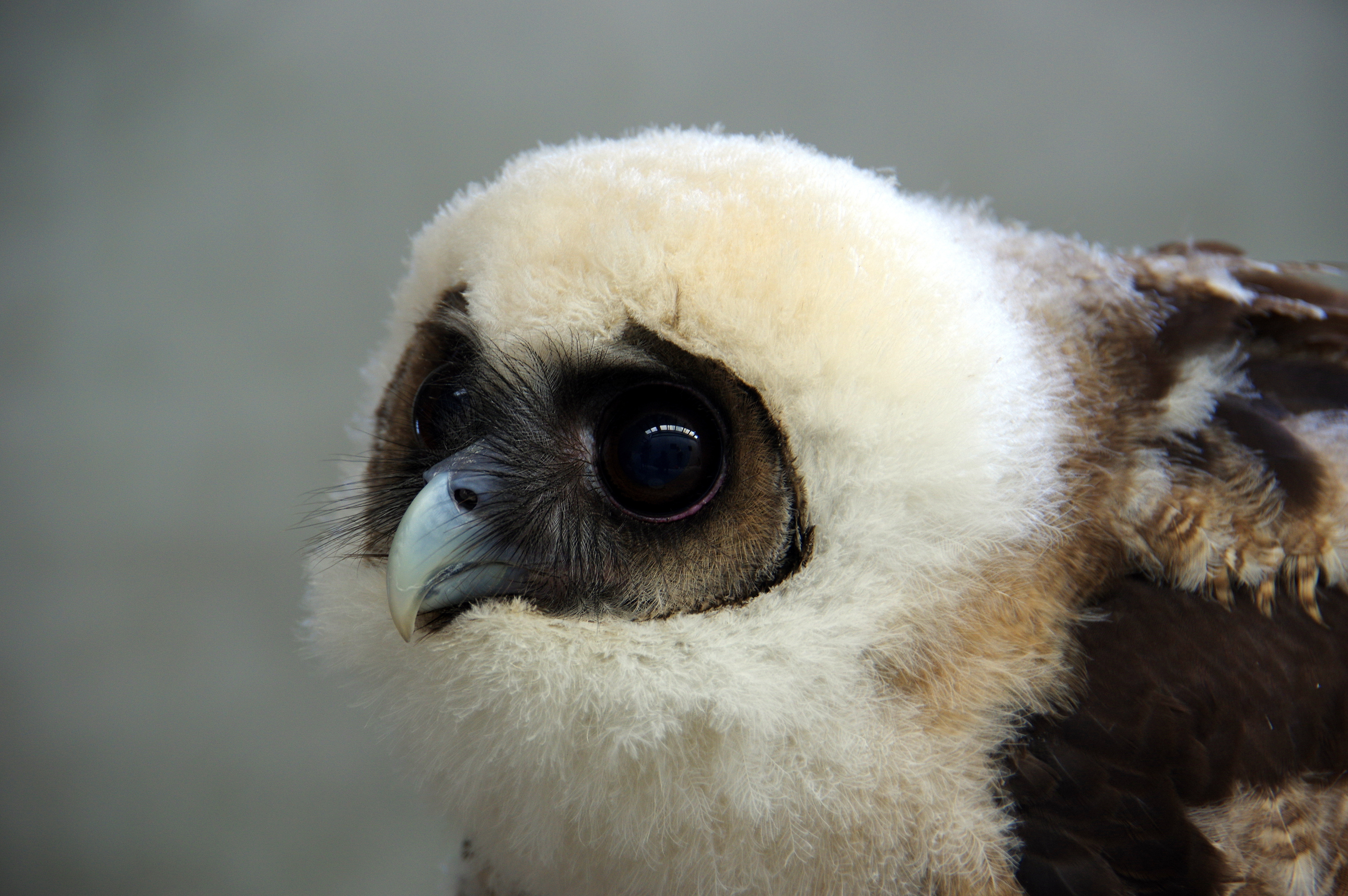
Ungfågel.